# Skørhat-ordenen
Skørhatte er orden af de svampe der kaldes lamelsvampe, dvs. hvor frugtlegemet er en paddehat med lameller på undersiden. Skørhatte kendes ved at kødet oftest er meget skørt, nærmest gæragtigt, så svampen let går i stykker når den plukkes. Indeholder en række spisesvampe, men også giftige.
| Familier |

- Albatrellaceae
- Amylostereaceae
- Auriscalpiaceae
- Bondarzewiaceae (med bl.a. Rodfordærver)
- Echinodontiaceae
- Hericiaceae
- Hybogasteraceae
- Lachnocladiaceae
- Peniophoraceae
- Skørhat-familien (Russulaceae)
- Stephanosporaceae
- Stereaceae

Slægter med usikker placering
- Haloaleurodiscus
- Pileodon
- Scopulodontia

Noter
1. ↑  E. Larsson og K.-H. Larsson: Phylogenetic relationships of russuloid basidiomycetes with emphasis on aphyllophoralean taxa i Mycologia, 2003, bd. 95, nr. 6, side 1035–65. Se teksten online
2. ↑  S.L. Miller, E. Larsson, K.-E. Larsson, A. Verbeken og J. Nuytinck: Perspectives in the new Russulales i Mycologia, 2006, bd. 98 side 960–70

| Svampe | Spire Denne artikel om svampe er en spire som bør udbygges. Du er velkommen til at hjælpe Wikipedia ved at udvide den. |